# Lijst van gemeenten in Şanlıurfa
Onderstaande lijst bevat alle gemeenten (2000) in de Turkse provincie Şanlıurfa.
| District    | Gemeente    |
| ----------- | ----------- |
| Akçakale    | Akçakale    |
| Akçakale    | Pekmezli    |
| Birecik     | Ayran       |
| Birecik     | Birecik     |
| Birecik     | Mezra       |
| Bozova      | Bozova      |
| Bozova      | Yaslıca     |
| Bozova      | Yaylak      |
| Ceylanpınar | Ceylanpınar |
| Halfeti     | Argıl       |
| Halfeti     | Halfeti     |
| Halfeti     | Yukarıgöklü |
| Harran      | Harran      |
| Hilvan      | Hilvan      |
| Siverek     | Gürakar     |
| Siverek     | Kapıkaya    |
| Siverek     | Siverek     |
| Suruç       | Onbirnisan  |
| Suruç       | Suruç       |
| Şanlıurfa   | Karaköprü   |
| Şanlıurfa   | Kısas       |
| Şanlıurfa   | Konuklu     |
| Şanlıurfa   | Şanlıurfa   |
| Şanlıurfa   | Uğurlu      |
| Viranşehir  | Eyyüpnebi   |
| Viranşehir  | Viranşehir  |